# Jordi Armet de Castellví
Jordi Armet de Castellví, també conegut amb el sobrenom de Koki, (Barcelona, 1 d'agost de 1897 - Madrid, 27 de desembre de 1965) fou un futbolista català dels anys 1910 i 1920.

## Trajectòria
Jordi Armet nasqué en el si d'una família de l'aristocràcia catalana. Juntament amb els seus germans Francesc i Joan formà una de les nissagues de futbolistes més destacades dels inicis del segle xx a Catalunya.
Començà a practicar el futbol a l'Universitary SC. L'any 1916, juntament amb el seu germà Joan, fitxà pel RCD Espanyol, on ja hi jugava l'altre germà Francesc. Romangué al club blanc i blau una temporada, retirant-se el 1917.